# 牛肉烧饼
牛肉烧饼就是将烧饼切开连片，中间夹入酱牛肉片，是普通人喜好的方便食品，类似三明治或汉堡。